# Kaiyuan (Liaoning)
Kaiyuan (开原市S, KāiyuánP) è una città-contea della Cina, situata nella provincia di Liaoning e amministrata dalla prefettura di Tieling.